# Újezdec, Mělník
Újezdec là một làng thuộc huyện Mělník, vùng Středočeský, Cộng hòa Séc.